# Serhíi Matvèiev
Serhíi Matvèiev   (Mirònivka, 29 de gener de 1975) va ser un ciclista ucraïnès, que es va combinar el ciclisme en pista amb la ruta.
Del seu palmarès destaca la medalla de plata als Jocs de Sydney en persecució per equips, i un Campionat del món en la mateixa disciplina.
En carretera els seus majors èxits van ser dos campionats nacionals en contrarellotge, i diverses curses menors.

## Palmarès en pista
- 1998
  -  Campió del món en Persecució per equips (amb Ruslan Pidgorni, Oleksandr Simonenko i Oleksandr Fèdenko)
- 2000
  -  Medalla de bronze als Jocs Olímpics de Sydney en Persecució per equips (amb Serhíi Txerniavski, Oleksandr Simonenko i Oleksandr Fèdenko)

### Resultats a laCopa del Món
- 1997
  - 1r a Fiorenzuola d'Arda i a Quartu Sant'Elena, en Persecució per equips
- 1999
  - 1r a Fiorenzuola d'Arda, en Persecució per equips
- 2000
  - 1r a Torí, en Persecució

## Palmarès en ruta
- 1999
  -  Campió d'Ucraïna en contrarellotge
- 2000
  - 1r a la Gara Ciclistica Montappone
  - 1r al Gran Premi Europa (amb Dario Andriotto)
- 2001
  - Vencedor d'una etapa al Circuit des Mines
- 2002
  - Vencedor d'una etapa al Circuit des Mines
- 2003
  -  Campió d'Ucraïna en contrarellotge
- 2004
  - 1r a la Florència-Pistoia
- 2005
  - 1r a la Florència-Pistoia
- 2006
  - Vencedor d'una etapa al Tour de Langkawi
- 2007
  - 1r al Gran Premi de la vila de Rennes

### Resultats a la Volta a Espanya
- 2001. Abandona

### Resultats al Giro d'Itàlia
- 2002. Abandona
- 2006. 142è de la classificació general